# Kiomboi
Kiomboi és una zona administrativa al districte de Kongwa, Regió de Singida, Tanzània. Segons el cens de 2002, té una població total de 22.289 habitants.